# Silnice 784 (Izrael)

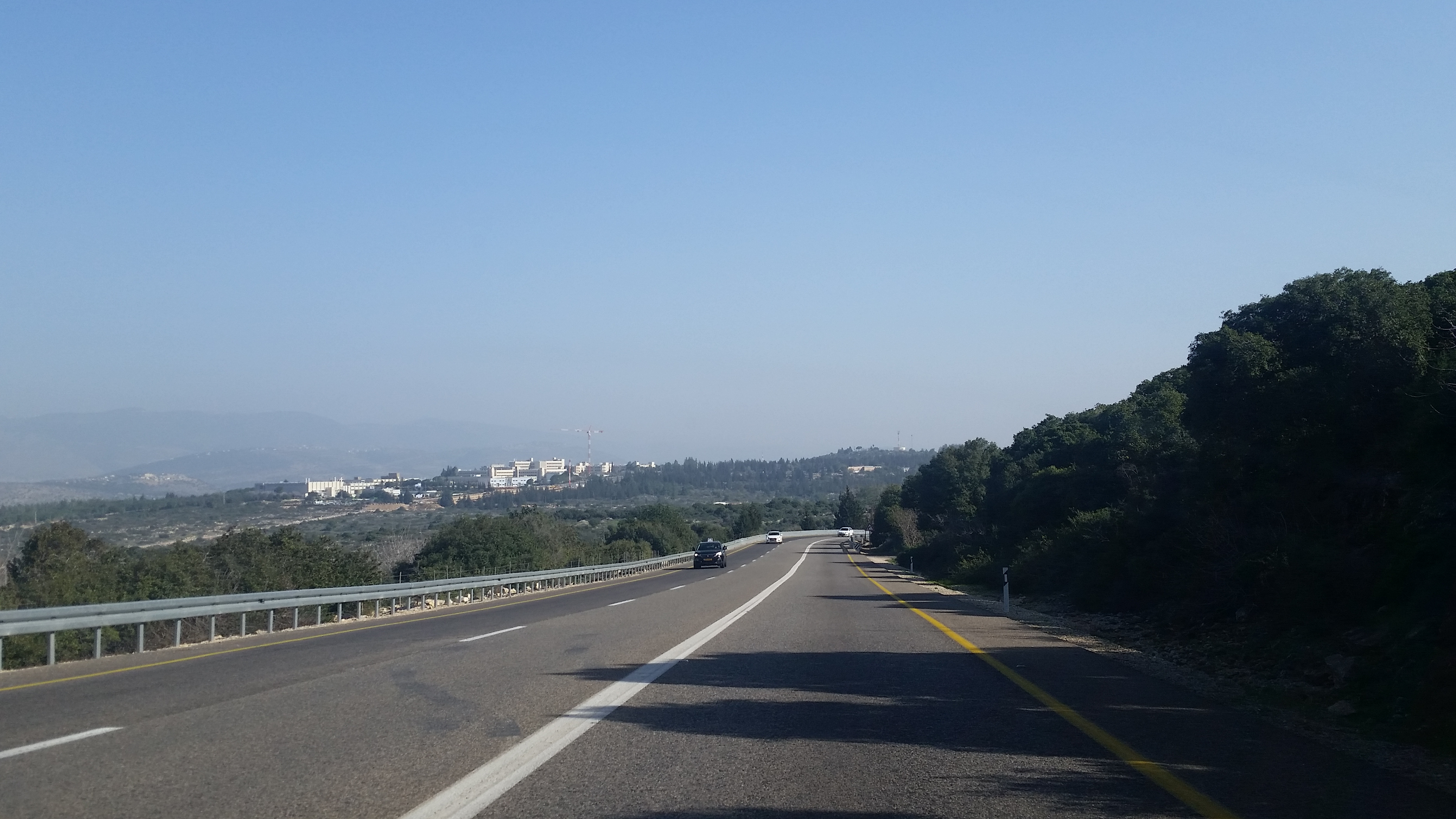
Silnice mezi křižovatkou Jodfat a křižovatkou Refa'el.

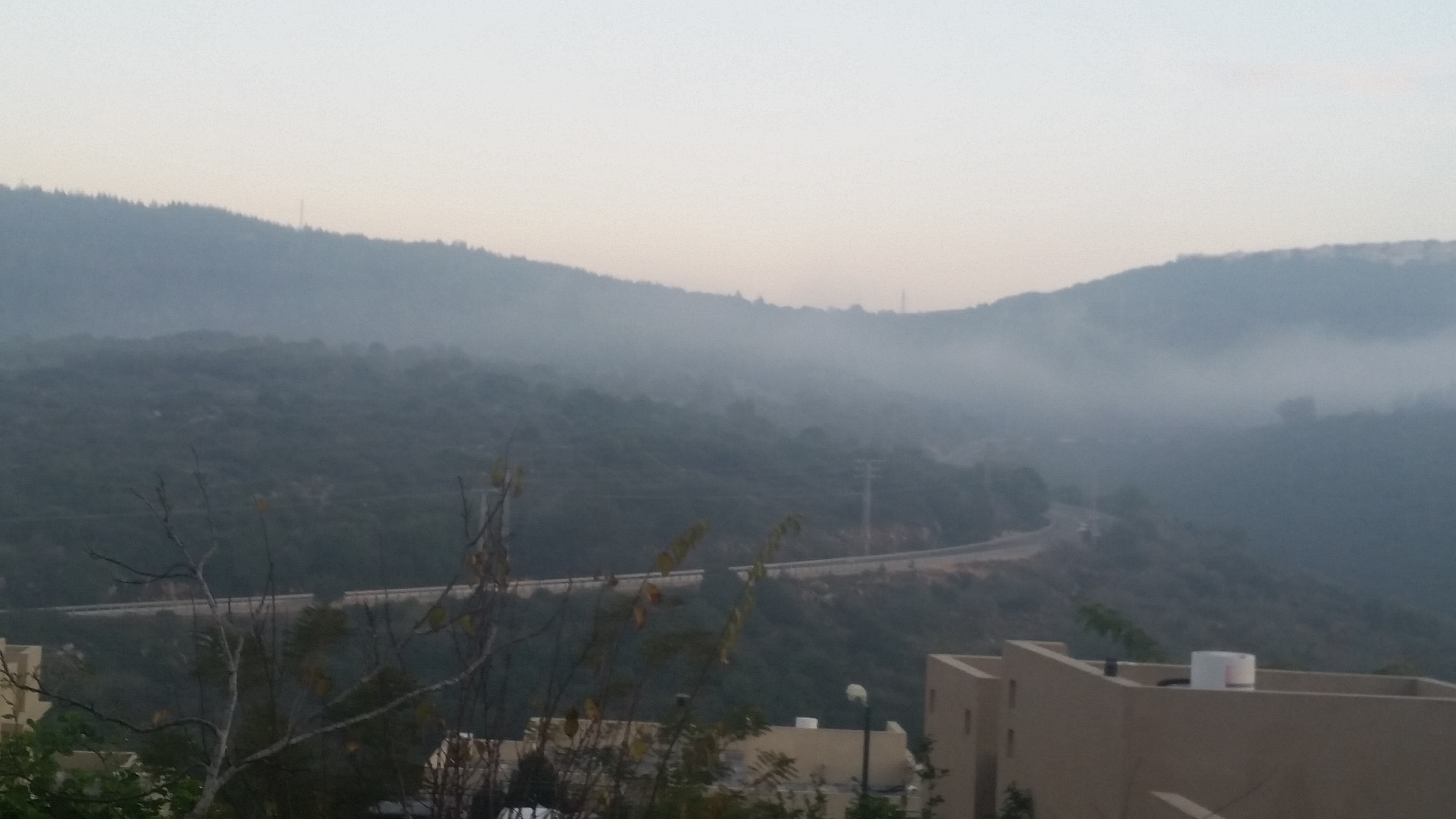
Silnice v úseku od křižovatky Jodfat po křižovatku Rakefet

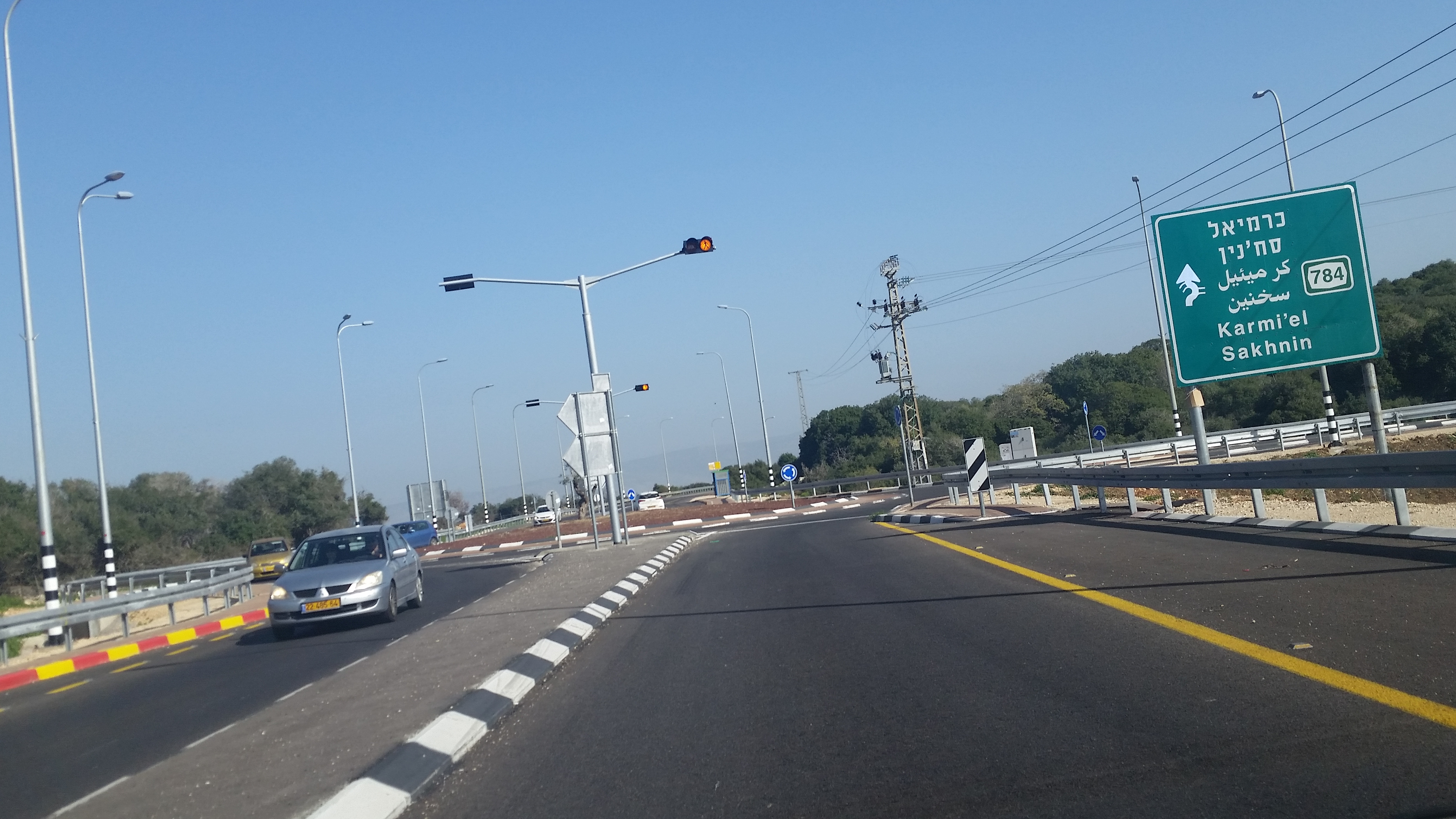
Pohled na křižovatku Jodfat

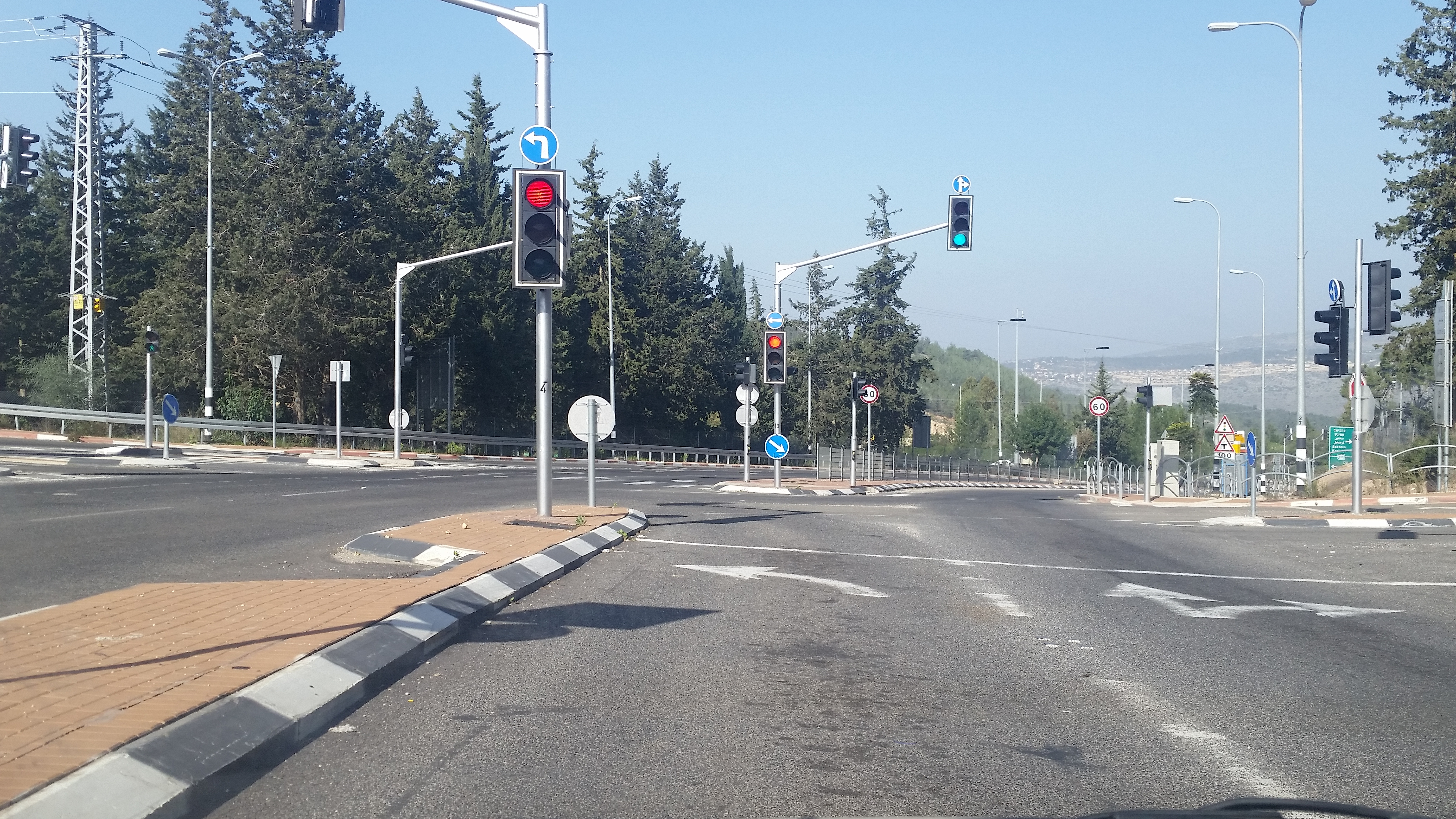
Pohled na křižovatku Misgav

Silnice 784 (hebrejsky כביש 784‎, Kviš 784) je regionální silnice na severu Izraele, která slouží jako hlavní dopravní tepna pro obyvatele oblastní rady Misgav a spojuje Jizre'elské údolí se sídly v Galileji nejkratší cestou. Silnice začíná na křižovatce Jiftach'el na jihu a končí na křižovatce Karmi'el ma'arav na severu. Délka silnice je 26 km.

## Historie
Silnice se objevuje již v pětiletém plánu rozvoje Galileje z roku 1966 jako silnice spojující Nazaret–Karmi'el–Ma'alot-Taršicha–Biranit. V plánu bylo navrženo začít s asfaltováním po úsecích, z nichž první měl být:
1. napojení silnice 79 na Kafr Manda a Jodfat
2. spojení z oblastní rady Misgav do Karmi'elu
3. spojení z Madžd al-Kurúm do Migdal Tefen
4. spojení z Migdal Tefen do Ma'alot-Taršicha, úsek, který byl na konci roku 1966 již proražen a dnes je součástí silnice 854

Tyto úseky mají navazovat na stávající úseky silnic.
První zpevněný úsek silnice, spojující silnici 7955 se silnicí 805, byl zpevněn za účelem zajištění přístupu k Jodfatu v letech 1967–1968.
Jižní úsek silnice, od Kafr Manda k silnici 79, byl otevřen pro dopravu v červenci 1970.
Práce na severním úseku silnice, mezi Karmi'elem a silnicí 805, byly zahájeny v roce 1982.

## Trasa silnice
| Kilometr                       | Název                                    | Lokalita                 | Křížení                            |
| ------------------------------ | ---------------------------------------- | ------------------------ | ---------------------------------- |
| Silnice 784 (od jihu k severu) |                                          |                          |                                    |
| 0                              | mimoúrovňová křižovatka Jiftach'el       | Alon ha-Galil            | silnice 79, vjezd do Alon ha-Galil |
| 11                             | křižovatka Morešet                       | oblastní rada Misgav     | silnice 781                        |
| 13,5                           | křižovatka Koranit                       | oblastní rada Misgav     | silnice 7933                       |
| 14                             | křižovatka Jodfat                        | oblastní rada Misgav     | silnice 7955                       |
| 17                             | křižovatka Misgav                        | oblastní rada Misgav     | silnice 805                        |
| 18                             | křižovatka Juvalim                       | poblíž vjezdu do Juvalim | silnice 805                        |
| 25                             | mimoúrovňová křižovatka Mota Gur         | Karmi'el                 | vjezd do Karmi'el                  |
| 26                             | mimoúrovňová křižovatka Karmi'el ma'arav | Karmi'el                 | silnice 85                         |